# Gatúnské jezero
Gatúnské jezero, nebo přesněji Gatúnská přehrada (španělsky Lago Gatún) je přehradní nádrž v Panamě, která se rozkládá na rozmezí panamských provinciích Colón, Panama a Západní Panama. Hlavním důvodem pro stavbu přehrady bylo zajištění provozu Panamského průplavu. Za normálních podmínek je hladina jezera v nadmořské výšce 26 m a jeho rozloha činí 425 km².

## Stavba

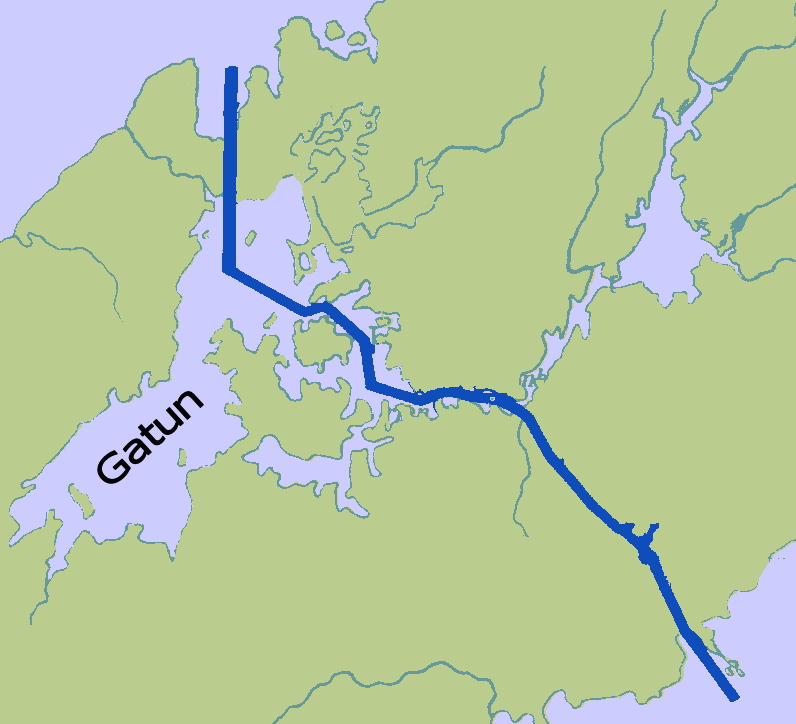
Mapa jezera s vyznačenou vodní cestou

Nádrž vznikla přehrazením řeky Chagres. Stavba hráze probíhala v období 1907–1913. Zatopením původního tropického lesa se změnilo mikroklima regionu, stromy byly vykáceny pouze v přímé trati pro lodě. Z nejvyšších vrcholků a kopců se staly ostrovy (největší je Barro Colorado – 1500 ha).
Po svém dokončení patřila tato nádrž k největším na světě. Celková vzdálenost, kterou musí lodě překonat z jednoho oceánu do druhého přes Panamskou šíji, je cca 82 km. Z toho 33 km plují po jezeře. Jezero zadržuje přibližně 5,2 miliónů m³ vody a je dodavatelem vody na provoz zdymadel na kanálu.